# Patrulla ASPA

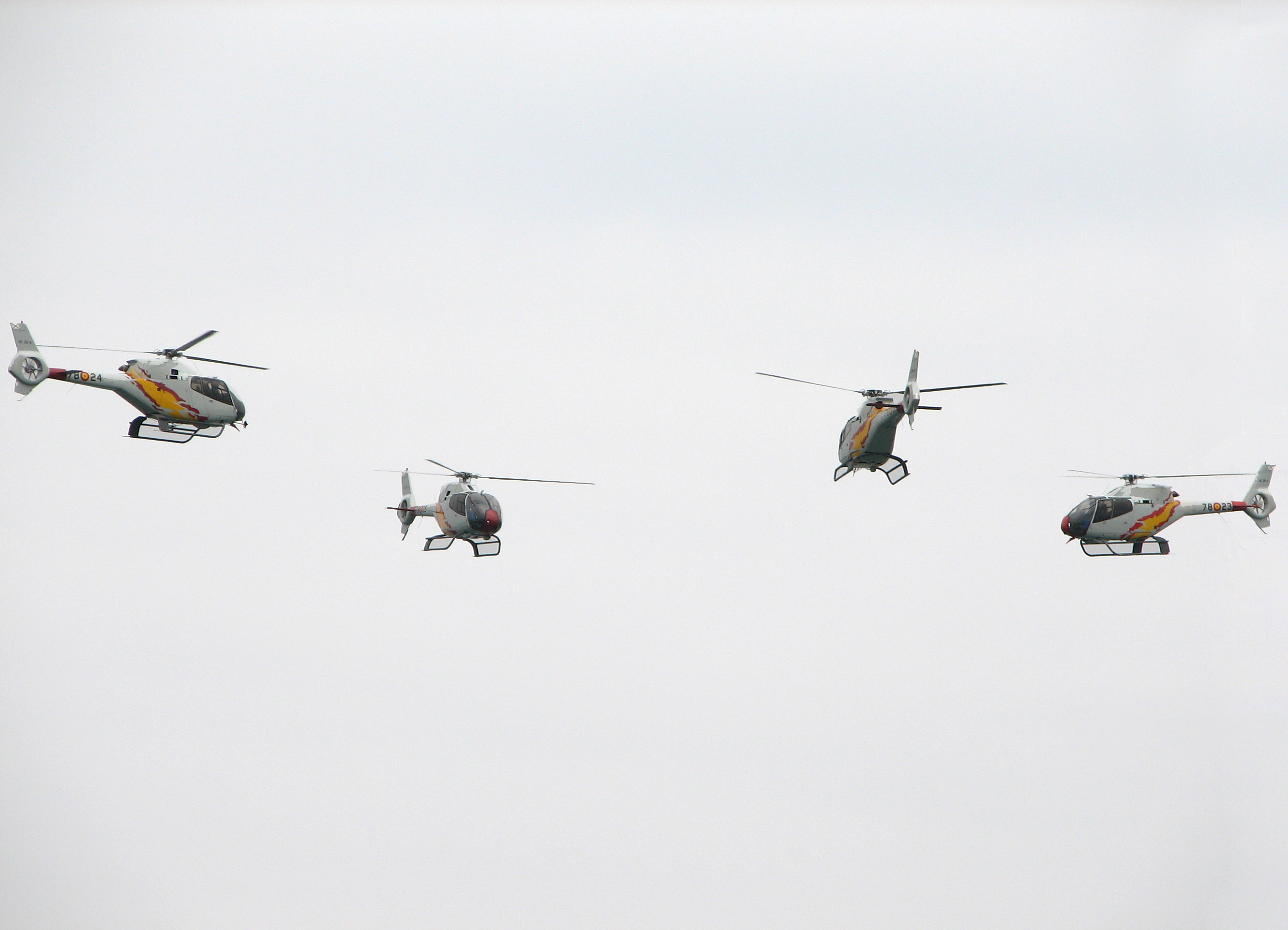
EC 120B Colibri der Patrulla ASPA bei einer Flugschau in Gijón (2007)

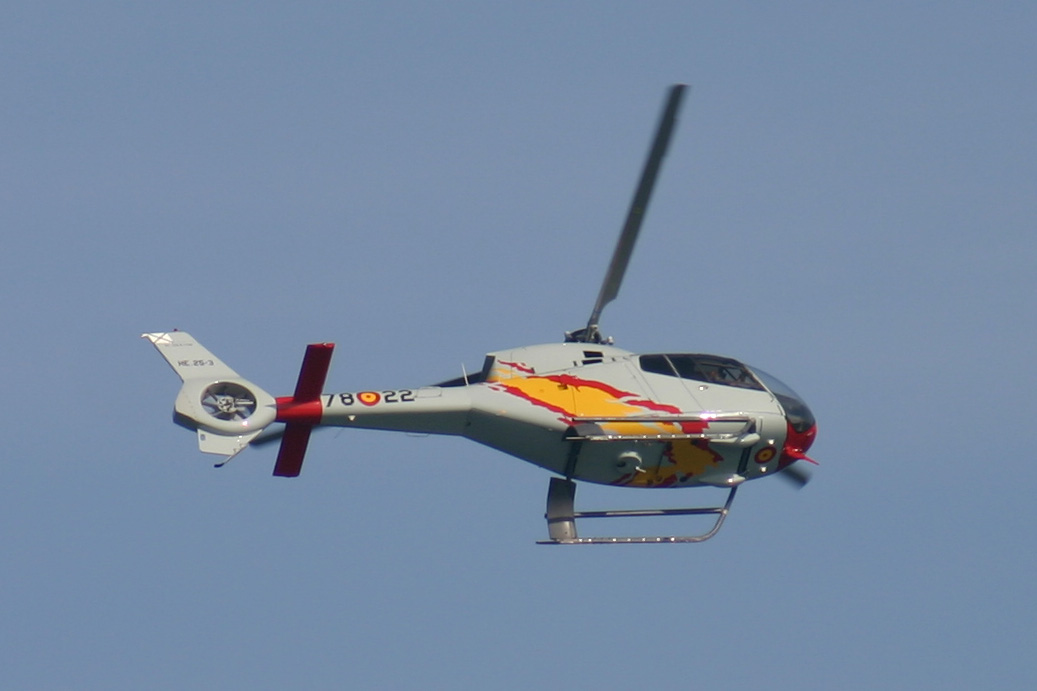
Helikopter der Patrulla ASPA mit charakteristischem Anstrich

Die Patrulla ASPA ist die Hubschrauber-Kunstflugstaffel der spanischen Luftstreitkräfte.

## Geschichte
Die Patrulla ASPA wurde am 23. September 2003 vom damaligen Generalstabschef der Luftstreitkräfte (JEMA) Eduardo González-Gallarza ins Leben gerufen. Den ersten Auftritt hatte die Staffel schließlich am 16. Mai 2004 in Sevilla. Seither nahm die in der Luftwaffenbasis Armilla bei Granada stationierte Patrulla ASPA an zahlreichen Flugschauen in und außerhalb Spaniens teil.

## Die Staffel
Die Patrulla ASPA besteht aus insgesamt sechs (plus einer als Reserve) Eurocopter EC 120B Colibri-Hubschraubern, die jeweils mit zwei Mann besetzt sind, vier weitere Piloten stehen als Reserve bereit. Die Patrulla ASPA ist, ebenso wie die Flugzeugstaffel Patrulla Águila, keine Vollzeitstaffel, die insgesamt 16 Piloten sind hauptamtlich Fluglehrer der spanischen Luftstreitkräfte. Als Supportflugzeug bei Auftritten außerhalb Spaniens  wird das Team durch eine CASA C-295 unterstützt.